# Parque Residencial Cocaia
Parque Residencial Cocaia, por vezes denominado Parque Cocaia ou somente Cocaia é um bairro pertencente ao distrito do Grajaú na Zona Sul da cidade de São Paulo. É uma área de manancial cercado pela Represa Billings. Alguns pontos do parque como favelas já foram atingidos por incêndios de origem duvidosa.
Em 2009 após uma liminar expedida pela prefeitura de São Paulo para desapropriação de residências, tratores derrubaram cerca de 100 casas do bairro.
Bairro de intensa atividade comercial, sua via principal é a Estrada Canal do Cocaia. Outras duas vias importantes são as ruas Rubens de Oliveira, Demas zitto e Pedro Escobar.

## Lazer
Abrigou em Novembro de 2010 uma pequena exposição do CineB, programa do Sindicato dos Bancários de São Paulo para divulgação do cinema brasileiro. Entretanto não há áreas de lazer específicas no bairro, a não ser os espaços abertos das escolas públicas nos finais de semana (Escola da Família). O centro de lazer mais próximo é o CEU Navegantes, que localiza-se no bairro adjacente de Cantinho do Céu. A distância é considerável até o Sesc Interlagos, como também até o autódromo e o Shopping Interlagos, sendo os dois primeiros localizados no bairro homônimo, que é o pólo de lazer mais próximo do Parque Residencial Cocaia.